# The Shaw Group
The Shaw Group Inc., tidigare Shaw Industries Inc., var ett amerikanskt multinationellt verkstadsföretag tillika byggföretag som designade och tillverkade pipelines och tillhörande utrustning. De uppförde även olika typer av kraftverk såsom kärnkraftverk. Shaw var ett dotterbolag till Chicago Bridge & Iron Company (CB&I).

## Historik
Företaget har sitt ursprung från 1986 eller 1987 när Jim Bernhard och två ej namngivna personer köpte tillgångar som ägdes av en konkursad pipelinetillverkare för 50 000 amerikanska dollar. De tre grundade efter det ett företag med namnet Shaw Industries. 1993 blev Shaw ett publikt aktiebolag när man blev listad på Nasdaq. Det varade dock bara tre år innan man flyttade aktierna till New York Stock Exchange (NYSE). 2000 gick man in i kärnkraftindustrin när man dels grundade ett samriskföretag med energiföretaget Entergy om att uppföra just kärnkraftverk. Dels när de förvärvade Stone & Webster för 163 miljoner dollar plus skulder på omkring 450 miljoner dollar efter att Stone & Webster hade kollapsat efter bland annat att ha åkt dit för försök till mutning av Indonesiens president Suharto på 147 miljoner dollar. 2006 förvärvade Shaw 20% av Toshiba-kontrollerade Westinghouse Electric Company för 1,08 miljarder dollar men det varade bara fem år innan Toshiba köpte aktieposten för 1,6 miljarder dollar. I februari 2013 blev Shaw fusionerad med CB&I för tre miljarder dollar.